# Thargelia griseola
Thargelia griseola là một loài bướm đêm trong họ Noctuidae.